# 東京電機大学理工学部

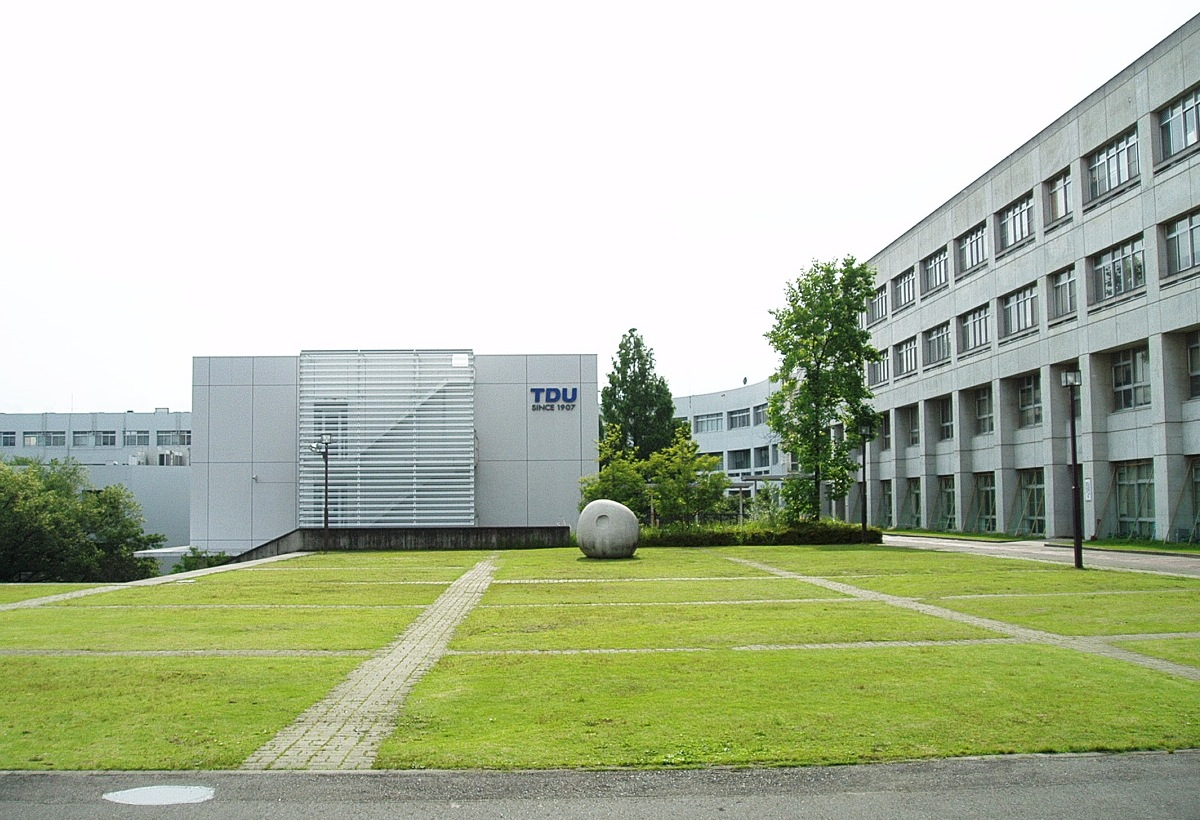
東京電機大学埼玉鳩山キャンパス

東京電機大学理工学部（とうきょうでんきだいがくりこうがくぶ）は、東京電機大学が設置する理工学部。
東京電機大学大学院理工学研究科（どうきょうでんきだいがくだいがくいんりこうがくけんきゅうか）は、東京電機大学が設置する理工学研究科。
キャンパスは、埼玉鳩山キャンパス。

## 概要
東京電機大学理工学部は、1977年（昭和52年）に埼玉鳩山キャンパスを開設し、理工学部（数理学科、建設工学科、経営工学科、産業機械工学科）を設置した。
埼玉鳩山キャンパスは埼玉県の中心部にある比企丘陵自然公園内に位置し、東京ドーム8個分、約10万坪の広さがある。
理工学部の特徴は「主コース、副コース」を採用していることである。大学1年次では、学生は、専門基礎科目、学系共通科目を中心に学び、2年次進級時に「主コース」と「副コース」を選択する。主コースは自分の所属学系の中から選び、副コースは所属学系からでも所属学系以外からでも自由に選択できる。そして、3年次からはより専門性の高いプログラム科目を選択する。このように、学生が複数分野の専門知識を習得することで、実社会で必要とされる高い適応力を身につけていくことを目指している。

## 沿革

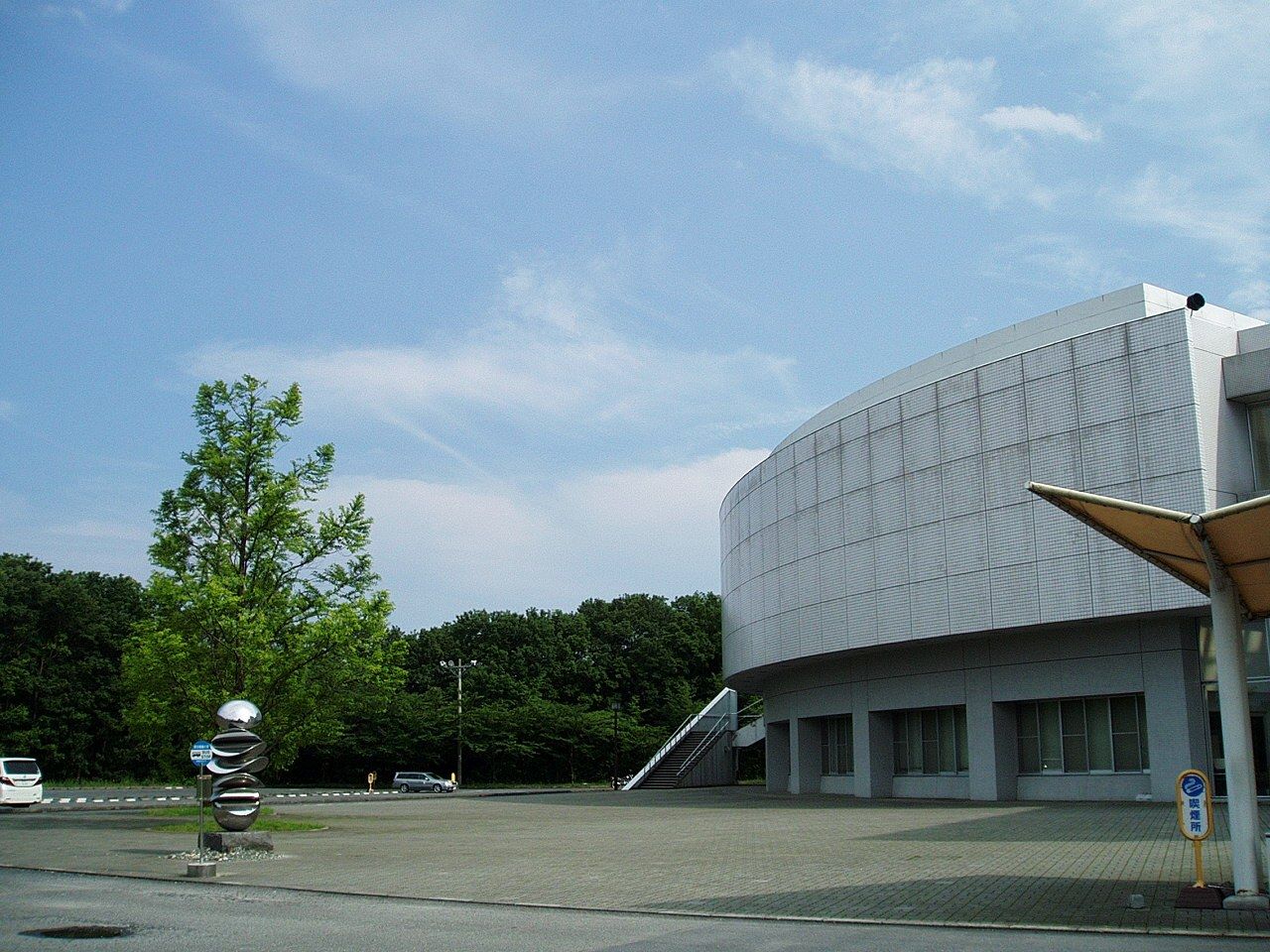
埼玉鳩山キャンパス本館（10号館）

- 1977年（昭和52年） - 埼玉鳩山キャンパスを開設。新たに、理工学部（数理学科、建設工学科、経営工学科、産業機械工学科）を設置。
- 1981年（昭和56年） - 大学院理工学研究科開設。数理学、建設工学、システム工学、機械工学の各専攻（修士課程）設置。総合研究所の開設。
- 1983年（昭和58年） - 大学院理工学研究科に応用システム工学専攻博士課程を開設。
- 1986年（昭和61年） - 理工学部に情報科学科、応用電子工学科を設置。
- 2000年（平成12年） - 情報社会学科、生命工学科を設置。
- 2007年（平成19年） - 理工学部の学科を改編し、理工学科を設置（コース制導入）
- 2017年（平成27年） - 理工学部が開設40周年を迎える。
- 2024年（令和06年） - 電子工学系を電子情報・生体医工学系に改組[2]。

## 学部・学科・学系
- 理工学部
  - 理工学科
    - 理学系
      - 数学コース
      - 物理学コース
      - 化学コース
      - 数理情報学コース

    - 生命科学系
      - 分子生命科学コース
      - 環境生命工学コース

    - 情報システムデザイン学系
      - コンピュータソフトウェアコース
      - 情報システムコース
      - 知能情報デザインコース
      - アミューズメントデザインコース

    - 電子情報・生体医工学系
      - 電子情報コース
      - 電子システムコース

    - 機械工学系
      - 設計・解析コース
      - 加工・制御コース

    - 建築・都市環境学系
      - 建築コース
      - 都市環境コース

## 大学院
- 理工学研究科 - 修士
  - 理学専攻
  - 生命理工学専攻
  - 情報学専攻
  - 機械工学専攻
  - 電子工学専攻
  - 建築・都市環境学専攻

## 学部長
- 理工学部長・理工学研究科委員長：長原 礼宗[3]

## 交通アクセス
埼玉鳩山キャンパス
所在地：埼玉県比企郡鳩山町石坂
- 東武東上線　高坂駅よりスクールバス8分
- 東武東上線　北坂戸駅よりスクールバス12分
- JR高崎線　鴻巣駅よりスクールバス40分
- JR高崎線　熊谷駅よりスクールバス45分

その他、約350台ほど駐車できる学生用駐車場がある。